# Pâmela Carpes
Neurocientista nascida em Uruguaiana, no interior do Rio Grande do Sul, filha de professores universitários, Pâmela tornou-se professora da Universidade Federal do Pampa. Atualmente, possui pós-doutorado no Laboratório de Psicobiologia da Universidade Católica de Leuven, na Bélgica e é bolsista de produtividade em pesquisa do CNPq, categoria 1C, integrante do Conselho Superior da FAPERGS, do Board of General Assembly (BGA) da IUPS (União Internacional de Ciências Fisiológicas), além de ser coordenadora de pesquisa e pós-graduação na pró-reitoria de pesquisa, pós-Graduação e Inovação (CPPG) da Universidade Federal do Pampa. Ademais, atua como coordenadora do Comitê Mulheres na Fisiologia da UNIPAMPA.

## Premiações
- Recebeu o Prêmio L'Oréal-UNESCO para mulheres na ciência na categoria de "Ciências Biomédicas" no ano de 2017.